# Josef Wille (Politiker, 1926)
Josef Wille (* 20. August 1926 in Landeck; † 30. April 2014) war ein österreichischer Politiker (SPÖ). Wille war von 1971 bis 1986 Abgeordneter zum Nationalrat.

## Leben
Wille absolvierte nach der Pflichtschule eine Lehre als Mechaniker und bildete sich an einer Werkmeisterschule sowie an der Sozialakademie weiter. Er war ab 1957 Leitender Redakteur der Gewerkschaft Metall-Bergbau-Energie und stieg 1965 zum Zentralsekretär dieser Gewerkschaft auf. 1980 wurde er erneut befördert und wurde Geschäftsführender Vorsitzender und Vorsitzender der Gewerkschaft Metall-Bergbau-Energie. Daneben war er von 1961 bis 1972 als Leitender Redakteur der Zeitschrift „Welt der Arbeit“ tätig und fungierte zwischen 1965 und 1968 als Redakteur des ÖGB-Jahrbuches. Ihm wurde 1988 der Berufstitel Professor verliehen.
Wille war zwischen 1967 und 1971 Mitglied des Aufsichtsrates der ÖIAG sowie von 1968 bis 1971 Aufsichtsrat der ÖMV. Er vertrat die SPÖ zwischen dem 5. November 1971 und dem 16. Dezember 1986 im Nationalrat und war ab 1983 Obmann des Klubs Sozialistischer Abgeordneter und Bundesräte.